# Бендиго
Бендиго (енгл. Bendigo) је град Аустралији у савезној држави Викторија. Према попису из 2006. у граду је живело 76.051 становника.

## Становништво
Према попису, у граду је 2006. живело 76.051 становника.
| 1991.  | 1996.  | 2001.  | 2006.  |
| ------ | ------ | ------ | ------ |
| 57,427 | 59,936 | 68,715 | 76,051 |